# 包法利夫人
《包法利夫人》（法語：Madame Bovary，法語：[madam bɔvaʁi]），是古斯塔夫·福樓拜的長篇小說代表作。包法利夫人被稱為十九世紀不朽名著，並直接影響到二十世紀的喬伊斯、普魯斯特等大作家。

## 成書過程
1856年包法利夫人開始在《巴黎雜誌》上連載，一開始因內容太過敏感而被指控為淫穢之作，批評這部書“違反公共和宗教、道德及善良風俗”，並要求刪除一些片段，福樓拜堅持不刪改一字，1857年2月7日經法院審判無罪，福樓拜開始聲名大噪。
據考證，包法利夫人是一個真實社會事件的改編。包法利醫生正是福樓拜父親的學生、外科醫生德拉馬爾，是一名鄉下醫生，德拉馬爾醫生早年喪偶，1839年娶了農場主女兒、17歲的德爾菲娜，也就是愛瑪的原型。後來妻子德爾菲娜與人通姦，最後走上自殺的絕路。
福樓拜在作品裡透過無數的繁瑣細節描寫包法利夫人的心理狀態，在跟魯道夫歡好之後，她很興奮的說：“我有一個情人了！我有一個情人了！”；故事中許多性暗示展現愛瑪在性方面的飢渴，例如她在魯道夫的房間裡一會兒用他的梳子梳頭髮，一會兒用牙齒咬著他的煙斗柄。
這部書展示了法蘭西第二共和國時期的社會風貌，福樓拜常說：“包法利夫人就是我”。他對作品完美的要求近乎吹毛求疵，1800頁正反兩面寫滿的《包法利夫人》草稿，刪減到最後只剩下500頁。

## 主要内容
故事发生在19世纪的资本主义浪潮过后的法国。文本主要描述了一位从小接受过贵族教育的女性，包法利夫人，由于期望所谓的“浪漫主义文学”中的爱情范式，而选择出轨，先後與魯道夫、萊昂偷情，然而最后却落得债台高筑的下场，最后自杀。

## 軼事
- 據說福樓拜在撰寫《包法利夫人》時，曾因找不到適當的措詞用字而絞盡腦汁、翻滾在地，就是為了找「適當的字」（le mot juste）。[2]
- 纳博科夫非常欣赏《包法利夫人》，自称读過一百遍；除了喜愛本書外，他认为二十世纪的四部大作是卡夫卡的《变形记》、乔伊斯的《尤利西斯》、普鲁斯特的《追忆似水年华》以及俄国作家别雷的《彼得堡》，有些作品也受到《包法利夫人》的影響。

## 譯本
- 《包法利夫人》的英译本甚多，包含有马克思的小女儿Eleanor Marx-Aveling.
- 李健吾、许渊冲、周克希都翻譯過《包法利夫人》。李健吾还写过《福楼拜评传》。

## 外部連結
- Madame Bovary by Gustave Flaubert - 古腾堡计划
- Madame Bovary translated to English by Eleanor Marx Aveling - 古腾堡计划
- Searchable online version of text （页面存档备份，存于）
- Madame Bovary, the 1933 film version directed by Jean Renoir, with Valentine Tessier. （页面存档备份，存于） at IMDb
- Film of 1949. By Vincente Minnelli and actress Jennifer Jones as Madame Bovary.
- Madame Bovary, the 1991 film adaptation by Claude Chabrol （页面存档备份，存于） at IMDb
- Dr.Fajardo-Acosta's World Literature Website （页面存档备份，存于）
- Commentary on Madame Bovary （页面存档备份，存于） by A. S. Byatt
- Commentary on Madame Bovary by Erica Jong
- List of Madame Bovary films （页面存档备份，存于）
- Madame Bovary: A Study Guide （页面存档备份，存于）